# Collinsville (Oklahoma)
Collinsville és una ciutat dels Estats Units a l'estat d'Oklahoma. Segons el cens del 2000 tenia 4.077 habitants.

## Demografia
Segons el cens del 2000, Collinsville tenia 4.077 habitants, 1.550 habitatges, i 1.112 famílies. La densitat de població era de 265,5 habitants per km².
Dels 1.550 habitatges en un 35,7% hi vivien nens de menys de 18 anys, en un 56,5% hi vivien parelles casades, en un 11,1% dones solteres, i en un 28,2% no eren unitats familiars. En el 24,9% dels habitatges hi vivien persones soles l'11% de les quals corresponia a persones de 65 anys o més que vivien soles. El nombre mitjà de persones vivint en cada habitatge era de 2,55 i el nombre mitjà de persones que vivien en cada família era de 3,02.
Per edats la població es repartia de la següent manera: un 27% tenia menys de 18 anys, un 8% entre 18 i 24, un 29,8% entre 25 i 44, un 20,7% de 45 a 60 i un 14,5% 65 anys o més.
L'edat mediana era de 35 anys. Per cada 100 dones de 18 o més anys hi havia 88,4 homes.
La renda mediana per habitatge era de 36.209$ i la renda mediana per família de 41.275$. Els homes tenien una renda mediana de 29.670$ mentre que les dones 23.854$. La renda per capita de la població era de 17.699$. Entorn del 7,3% de les famílies i l'11,4% de la població estaven per davall del llindar de pobresa.

## Poblacions més properes
El següent diagrama mostra les poblacions més properes.